# Pimpla stigmatica
Pimpla stigmatica är en stekelart som beskrevs av Henriksen 1922. Pimpla stigmatica ingår i släktet Pimpla och familjen brokparasitsteklar. Inga underarter finns listade i Catalogue of Life.